# Fougerolles-Saint-Valbert
Pour les articles homonymes, voir Fougerolles et Saint Valbert.
Fougerolles-Saint-Valbert est une commune française située dans le département de la Haute-Saône, en Franche-Comté, dans la région administrative Bourgogne-Franche-Comté, créée le 1er janvier 2019 par la fusion des communes de Fougerolles et de Saint-Valbert.
Fougerolles-Saint-Valbert est connue pour son économie gastronomique liée aux cerises notamment utilisées pour la fabrication du kirsch de Fougerolles et de griottines. La commune possède également un passé religieux lié à Valbert de Luxeuil.

## Géographie

### Climat
Pour des articles plus généraux, voir Climat de la Bourgogne-Franche-Comté et Climat de la Haute-Saône.
En 2010, le climat de la commune est de type climat de montagne, selon une étude du Centre national de la recherche scientifique s'appuyant sur une série de données couvrant la période 1971-2000. En 2020, Météo-France publie une typologie des climats de la France métropolitaine dans laquelle la commune est exposée à un climat semi-continental et est dans la région climatique  Lorraine, plateau de Langres, Morvan, caractérisée par un hiver rude (1,5 °C), des vents modérés et des brouillards fréquents en automne et hiver. 
Pour la période 1971-2000, la température annuelle moyenne est de 9,9 °C, avec une amplitude thermique annuelle de 17 °C. Le cumul annuel moyen de précipitations est de 1 207 mm, avec 13,7 jours de précipitations en janvier et 10,2 jours en juillet. Pour la période 1991-2020, la température moyenne annuelle observée sur la station météorologique installée sur la commune est de 10,2 °C et le cumul annuel moyen de précipitations est de 1 513,4 mm. 
La température maximale relevée sur cette station est de 38,5 °C, atteinte le 25 juillet 2019 ; la température minimale est de −22 °C, atteinte le 8 janvier 1985,,. 
| Mois                                  | jan.           | fév.             | mars         | avril         | mai             | juin          | jui.           | août           | sep.          | oct.          | nov.             | déc.         | année     |
| ------------------------------------- | -------------- | ---------------- | ------------ | ------------- | --------------- | ------------- | -------------- | -------------- | ------------- | ------------- | ---------------- | ------------ | --------- |
| Température minimale moyenne (°C)     | −1,4           | −1,3             | 1,4          | 4,1           | 7,9             | 11,2          | 13             | 12,9           | 9,4           | 6,4           | 2,3              | −0,4         | 5,5       |
| Température moyenne (°C)              | 1,7            | 2,6              | 6,2          | 9,6           | 13,5            | 16,9          | 18,8           | 18,7           | 14,8          | 10,8          | 5,7              | 2,5          | 10,2      |
| Température maximale moyenne (°C)     | 4,9            | 6,5              | 11           | 15,2          | 19              | 22,6          | 24,6           | 24,5           | 20,1          | 15,1          | 9,2              | 5,5          | 14,8      |
| Record de froid (°C) date du record   | −22 08.01.1985 | −18,5 25.02.1986 | −16 01.03.05 | −7 12.04.1986 | −1,5 15.05.1995 | 1,5 04.06.01  | 4,5 13.07.1993 | 3,5 31.08.1986 | 1 26.09.18    | −6 30.10.1997 | −12,5 22.11.1988 | −18 20.12.09 | −22 1985  |
| Record de chaleur (°C) date du record | 17 05.01.1999  | 22 27.02.19      | 25 31.03.21  | 28 21.04.18   | 30,5 25.05.09   | 35,5 26.06.19 | 38,5 25.07.19  | 37 04.08.18    | 32,5 16.09.20 | 27 03.10.1985 | 23 08.11.15      | 18 19.12.19  | 38,5 2019 |
| Précipitations (mm)                   | 149,1          | 121,2            | 120,7        | 92,5          | 125,7           | 108,4         | 110,1          | 107,6          | 112,3         | 135,7         | 156,2            | 173,9        | 1 513,4   |

| Diagramme climatique                                  |              |            |             |            |               |             |               |              |              |             |              |
| J                                                     | F            | M          | A           | M          | J             | J           | A             | S            | O            | N           | D            |
| 4,9−1,4149,1                                          | 6,5−1,3121,2 | 111,4120,7 | 15,24,192,5 | 197,9125,7 | 22,611,2108,4 | 24,613110,1 | 24,512,9107,6 | 20,19,4112,3 | 15,16,4135,7 | 9,22,3156,2 | 5,5−0,4173,9 |
| Moyennes : • Temp. maxi et mini °C • Précipitation mm |              |            |             |            |               |             |               |              |              |             |              |

Les paramètres climatiques de la commune ont été estimés pour le milieu du siècle (2041-2070) selon différents scénarios d'émission de gaz à effet de serre à partir des nouvelles projections climatiques de référence DRIAS-2020. Ils sont consultables sur un site dédié publié par Météo-France en novembre 2022.

## Urbanisme

### Typologie
Au 1er janvier 2024, Fougerolles-Saint-Valbert est catégorisée commune rurale à habitat dispersé, selon la nouvelle grille communale de densité à sept niveaux définie par l'Insee en 2022.
Elle appartient à l'unité urbaine de Fougerolles-Saint-Valbert, une unité urbaine monocommunale constituant une ville isolée,. Par ailleurs la commune fait partie de l'aire d'attraction de Luxeuil-les-Bains, dont elle est une commune de la couronne,. Cette aire, qui regroupe 41 communes, est catégorisée dans les aires de moins de 50 000 habitants,.

## Politique et administration

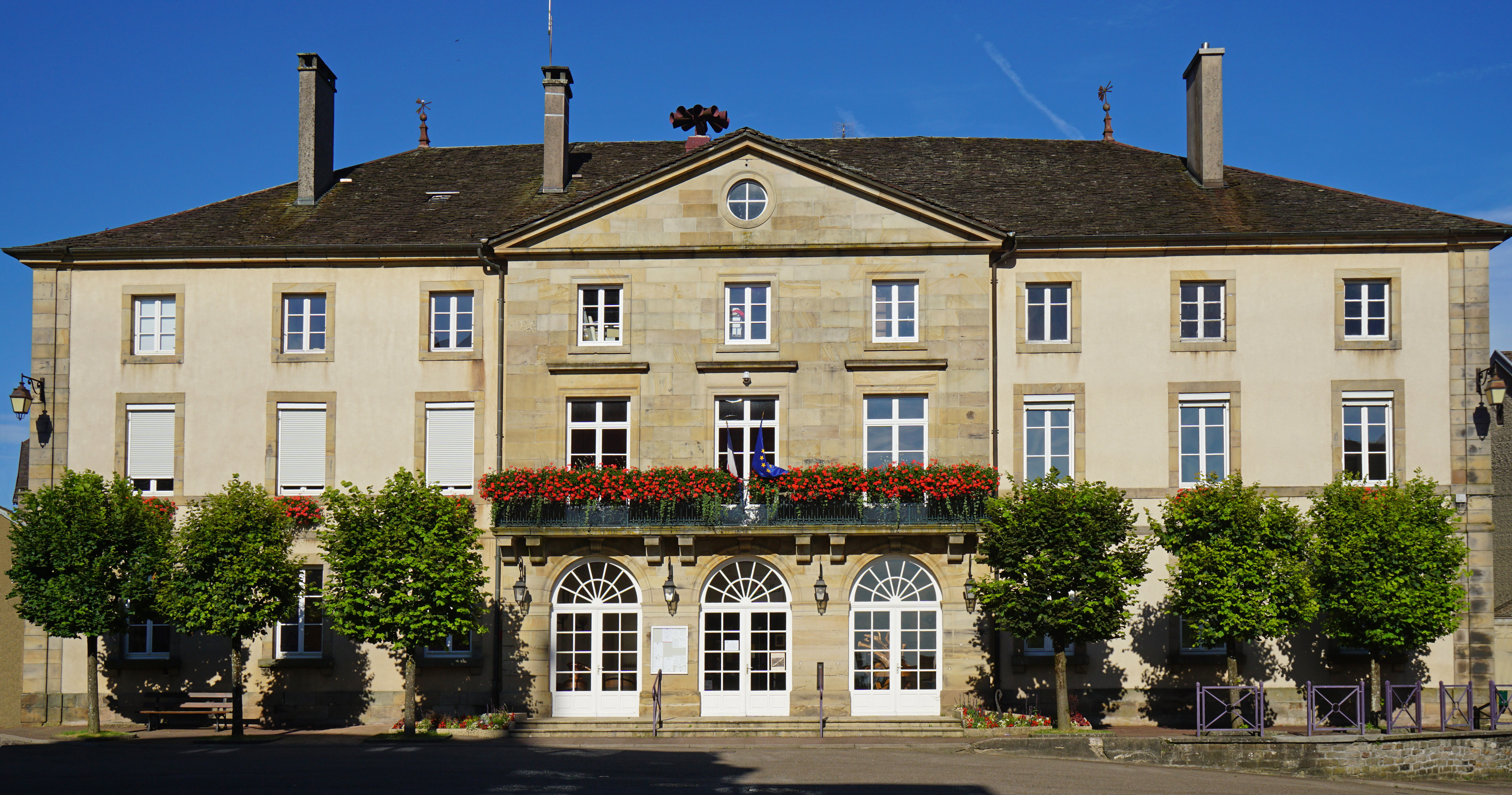
La mairie.

### Administration municipale
| Nom                 | Code Insee | Intercommunalité      | Superficie (km2) | Population (dernière pop. légale) | Densité (hab./km2) |
| ------------------- | ---------- | --------------------- | ---------------- | --------------------------------- | ------------------ |
| Fougerolles (siège) | 70245      | CC de la Haute Comté  | 51,12            | 3 618 (2016)                      | 71                 |
| Saint-Valbert       | 70475      | CC du Pays de Luxeuil | 3,9              | 241 (2016)                        | 62                 |

### Liste des maires
| Période      | Période                    | Identité         | Étiquette | Qualité |
| ------------ | -------------------------- | ---------------- | --------- | --- |
| janvier 2019 | mars 2024                  | Benoît Miège     | LR        | Cadre comptable et financier retraité Vice-président de la CC de la Haute Comté Réélu pour le mandat 2020-2026 Décédé en fonction |
| mars 2024    | En cours (au 23 mars 2024) | Christiane Oudot | LR        | Retraitée, ancienne adjointe au maire                                                                                             |

## Population et société

### Démographie
L'évolution du nombre d'habitants est connue à travers les recensements de la population effectués dans la commune depuis sa création.
En 2022, la commune comptait 3 777 habitants, en évolution de −2,12 % par rapport à 2016 (Haute-Saône : −1,4 %, France hors Mayotte : +2,11 %).
| 2015  | 2020  | 2022  |
| ----- | ----- | ----- |
| 3 915 | 3 784 | 3 777 |

## Culture locale et patrimoine

### Musée
- L'écomusée du pays de la cerise au lieu-dit le Petit-Fahys.

### Patrimoine religieux
- Église Saint-Étienne de Fougerolles, ornée de nombreuses croix et calvaires.
- Église de Saint-Valbert, dont le clocher contient une des plus vieilles cloches de Haute-Saône, datant de 1563[16].
- Ermitage de Saint-Valbert.
- Chapelle de Beaumont[17].
- Chapelle de la communaille[18].
- Chapelle de La Basse Robert[19].
- Chapelle du Boigeot[20].
- Croix de calvaire de Blanzey-Haut.

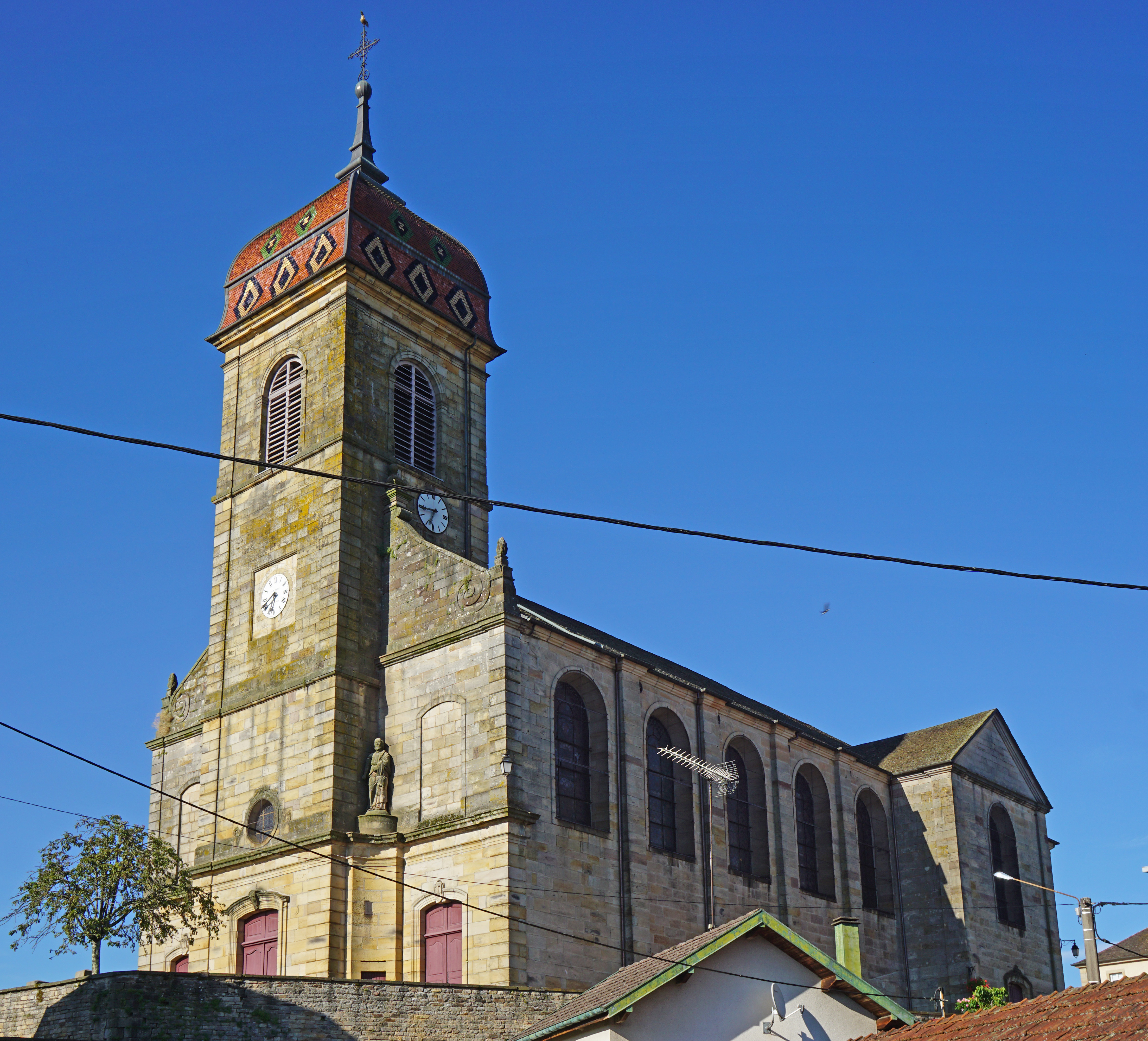
L'église Saint-Étienne.
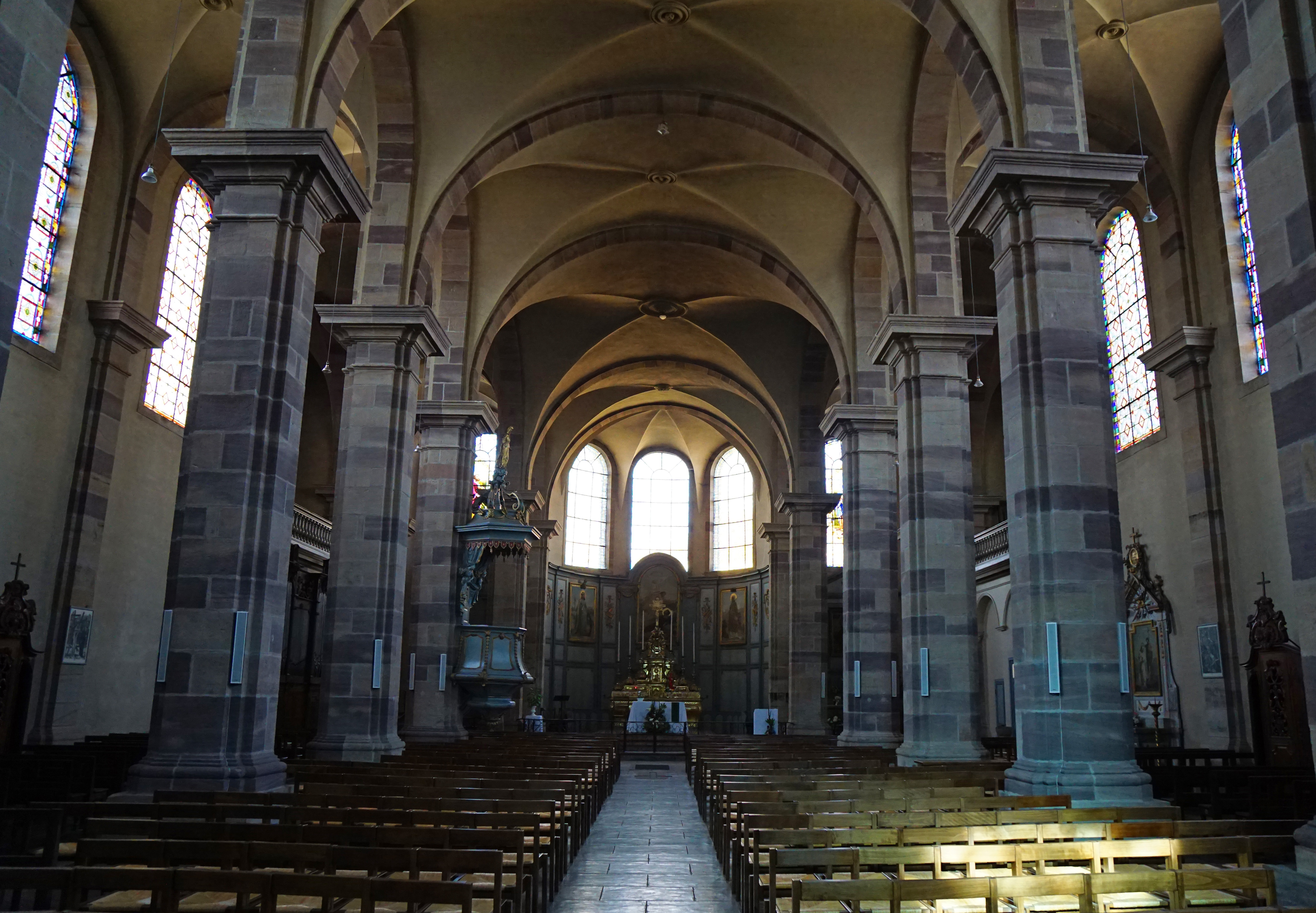
L'intérieur.
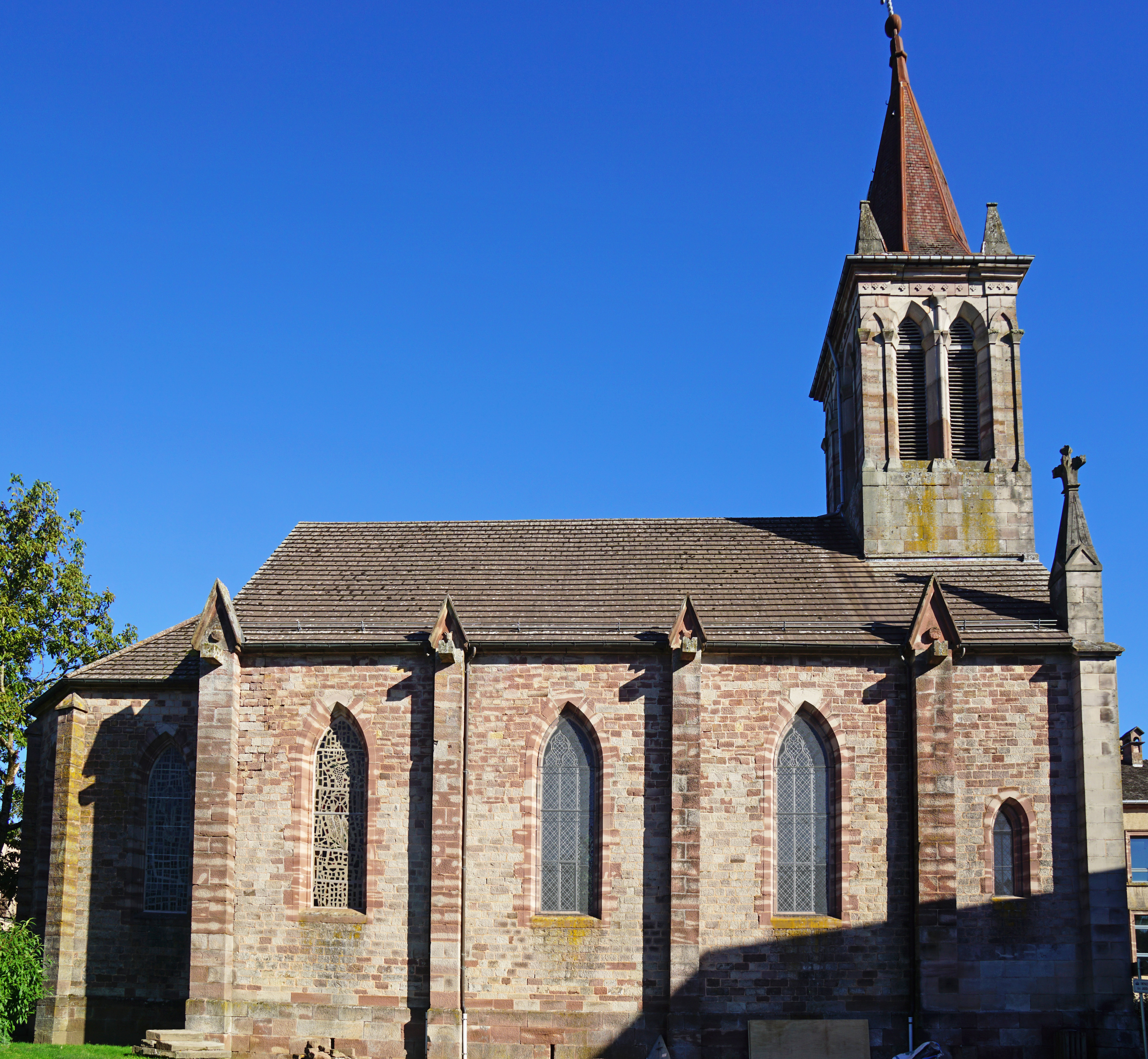
L'église de Saint-Valbert.
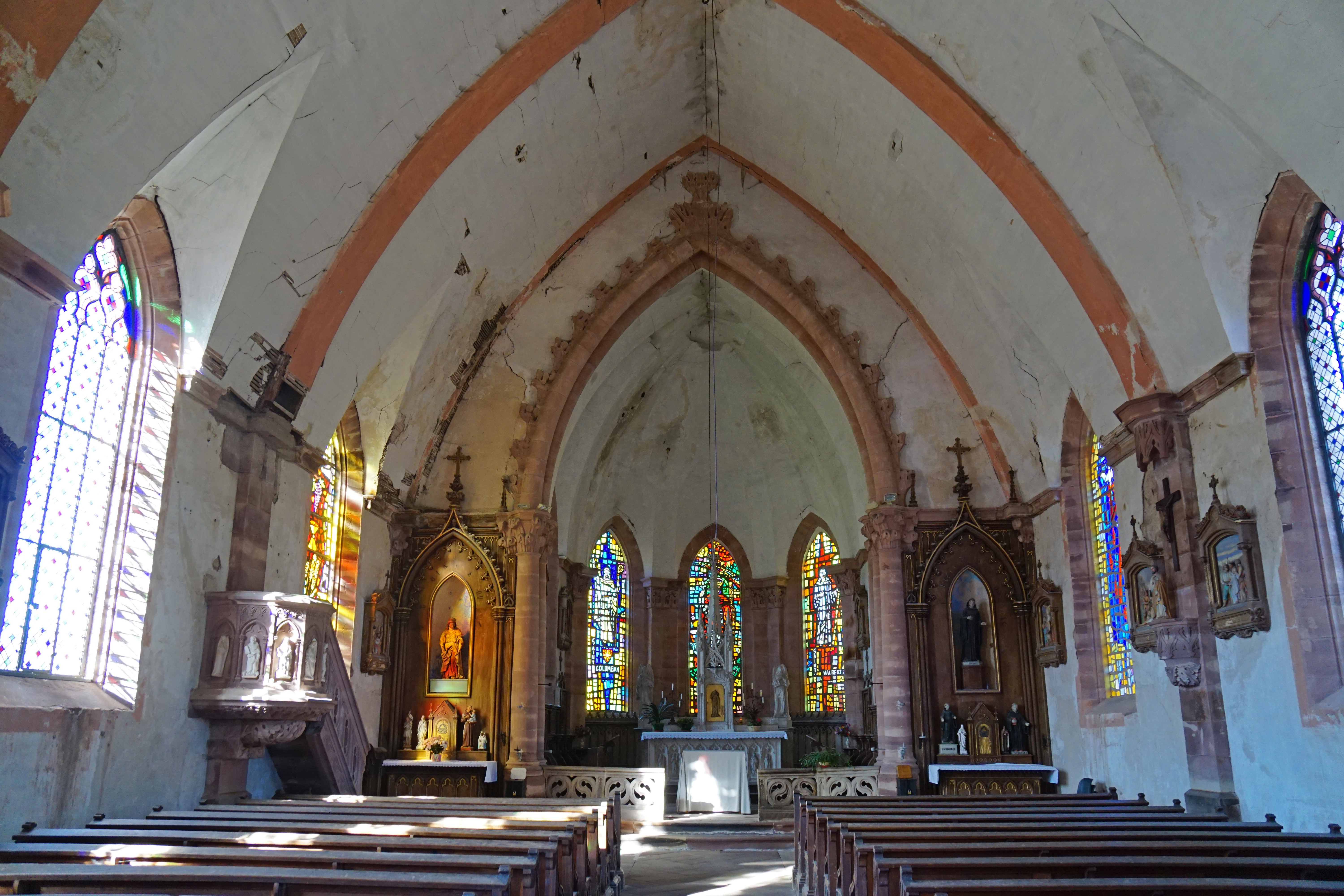
L'intérieur de l'église.
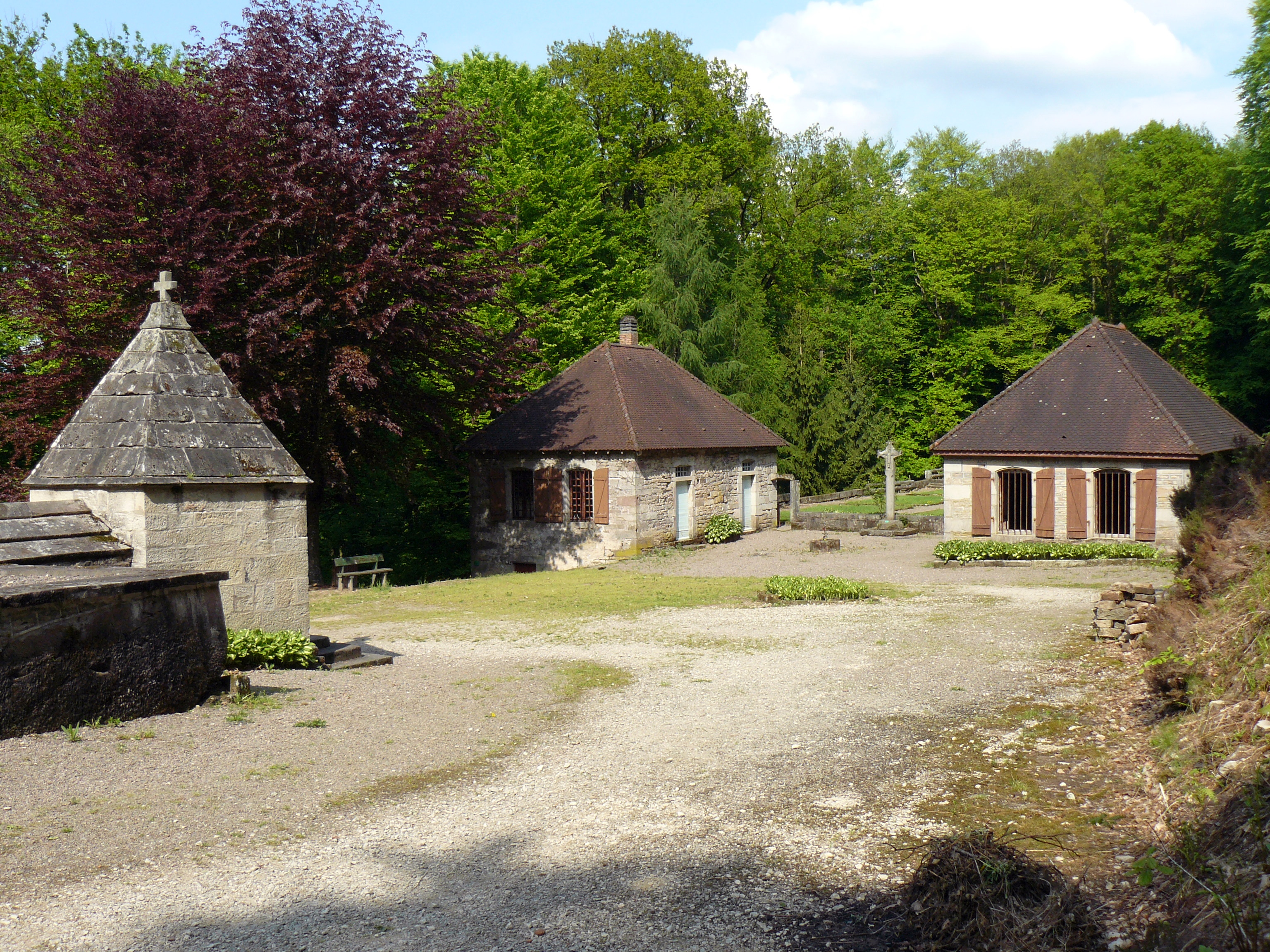
L'ermitage.
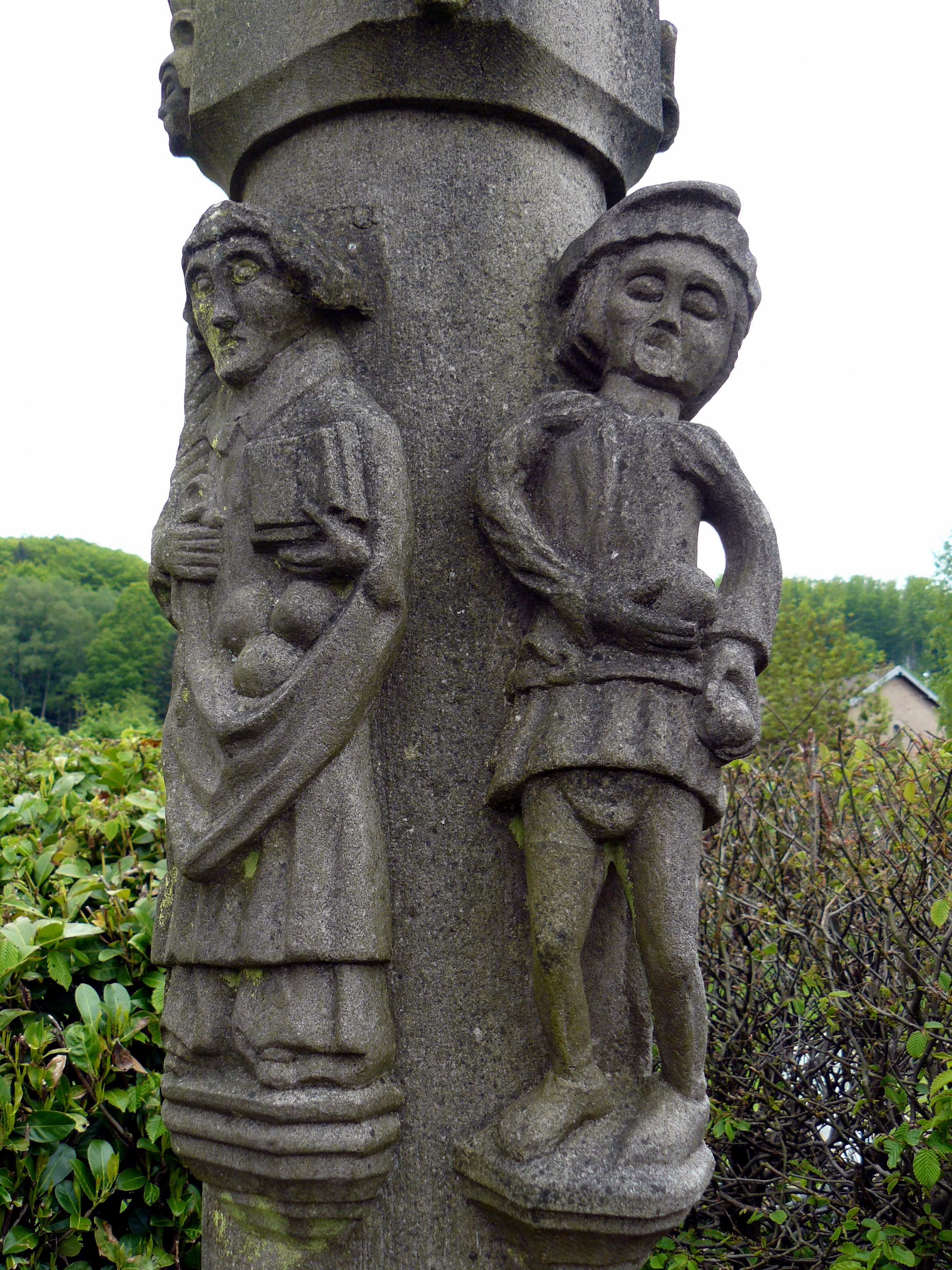
Détail croix-calvaire de Blanzey-Haut.

### Gastronomie

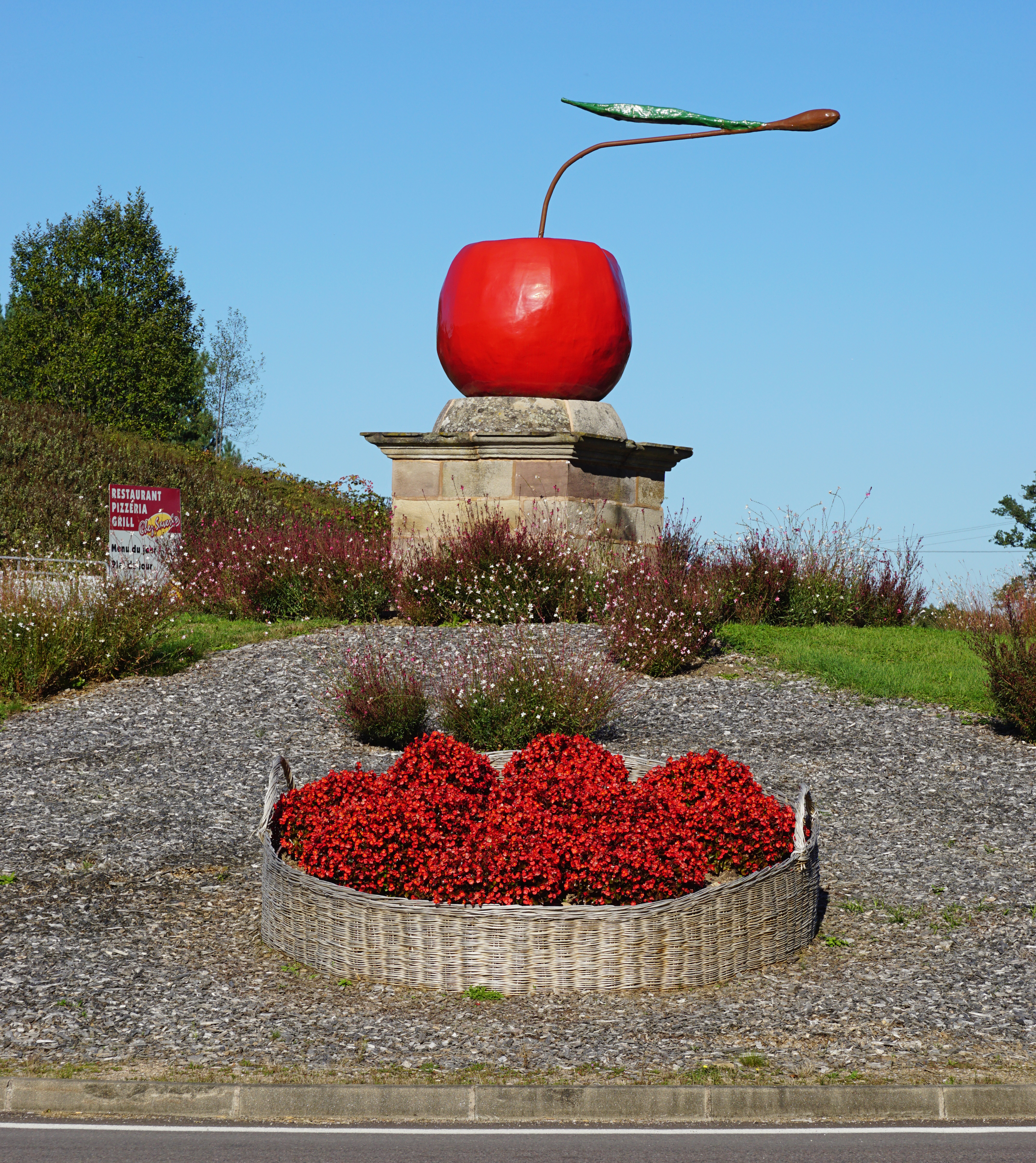
Sculpture de cerise à l'entrée de la commune.

Surnommé le « pays de la cerise », il est renommé pour son kirsch (eau-de-vie de cerise).
L'ancienne distillerie Simon abrite l'Écomusée du Pays de la cerise, où est reconstituée l'activité de distillation et la vie dans une maison de maître au milieu du XIXe siècle.
L’AOC est reconnue en 2009. Il est inscrit à l'inventaire du patrimoine culturel immatériel en France depuis 2018
Il vaut à la commune de Fougerolles le label Site remarquable du goût, reconnaissant le caractère touristique et gastronomique de ce patrimoine culinaire et du bourg.

### Autres
- Monuments commémoratifs[22],[23].
- Fête des Cerises le 1er dimanche de juillet.
- Sentier balisé des « Pierres de Roûge »[24] (1,5 km) pour les férus de nature et de géologie.
- Parc animalier (cerfs, chevreuils, chamois)[25].
- Foire aux beignets de cerise le 2e ou 3e dimanche de septembre.
- Ferme-distillerie du Petit-Fahys, qui servait à la conservation du grain.
- Jardin Secret de la Fée Verte, rue des Moines Hauts[26],[27].

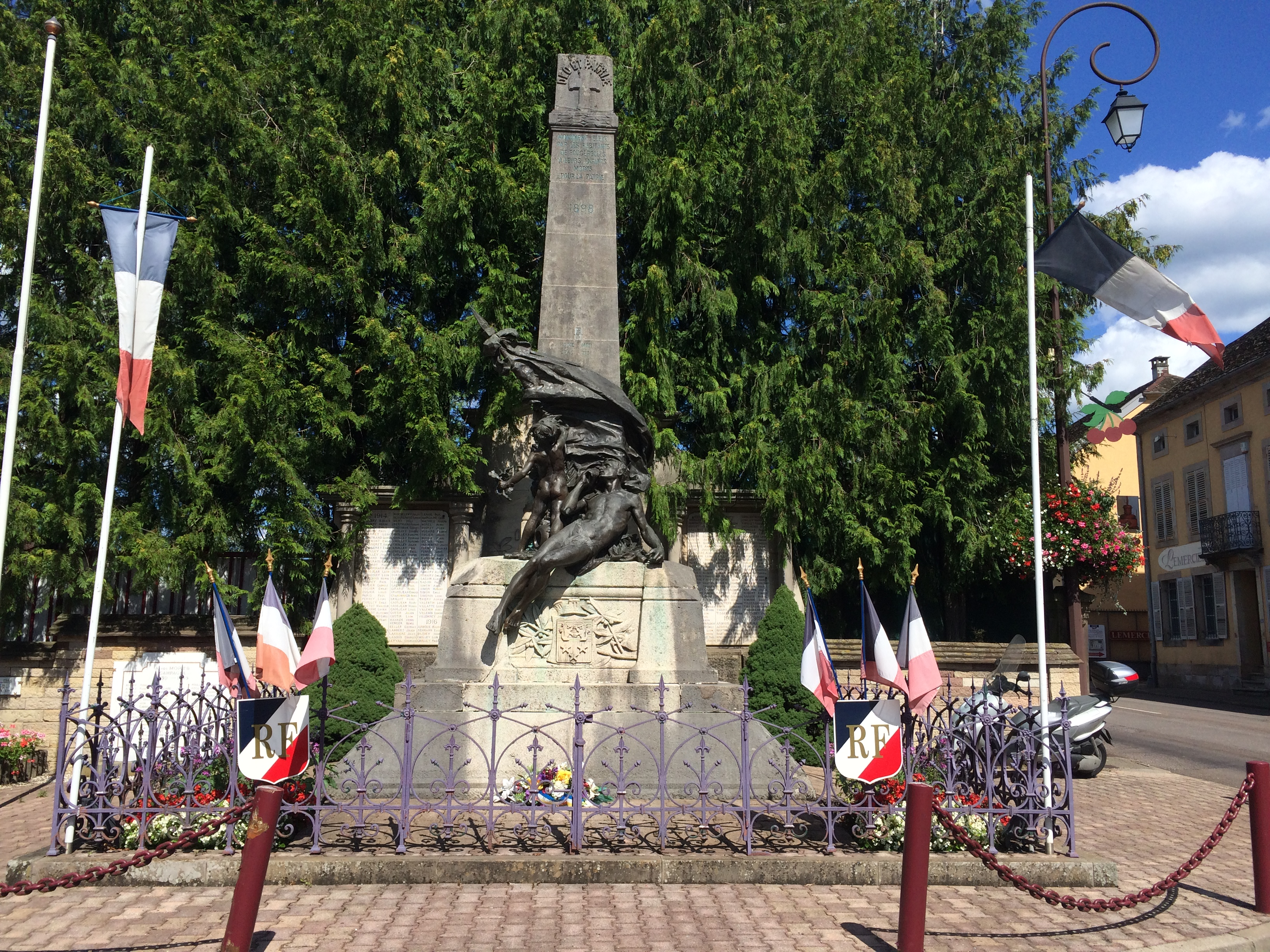
Monument aux morts (Fougerolles).
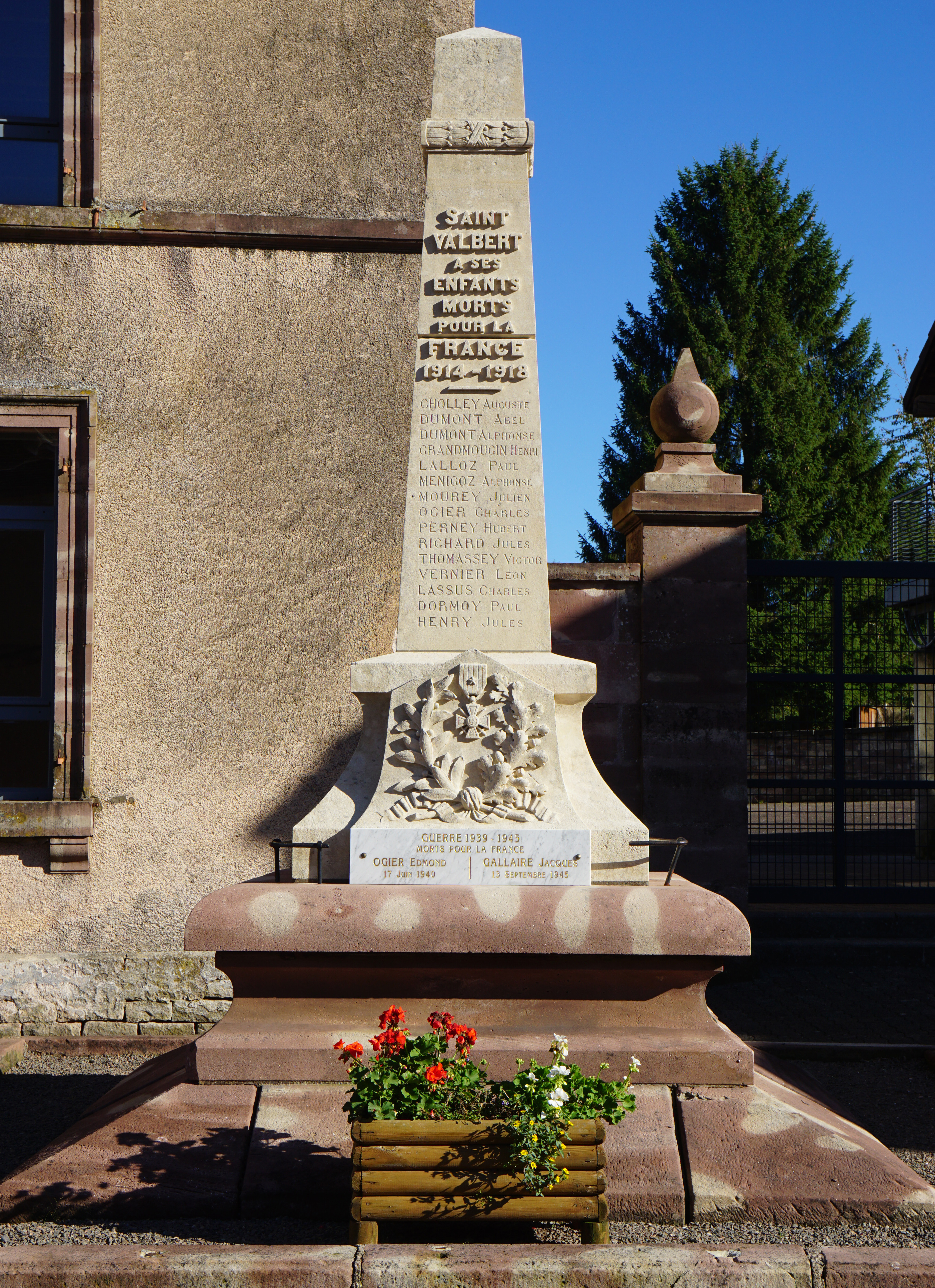
Monument aux morts (Saint-Valbert).
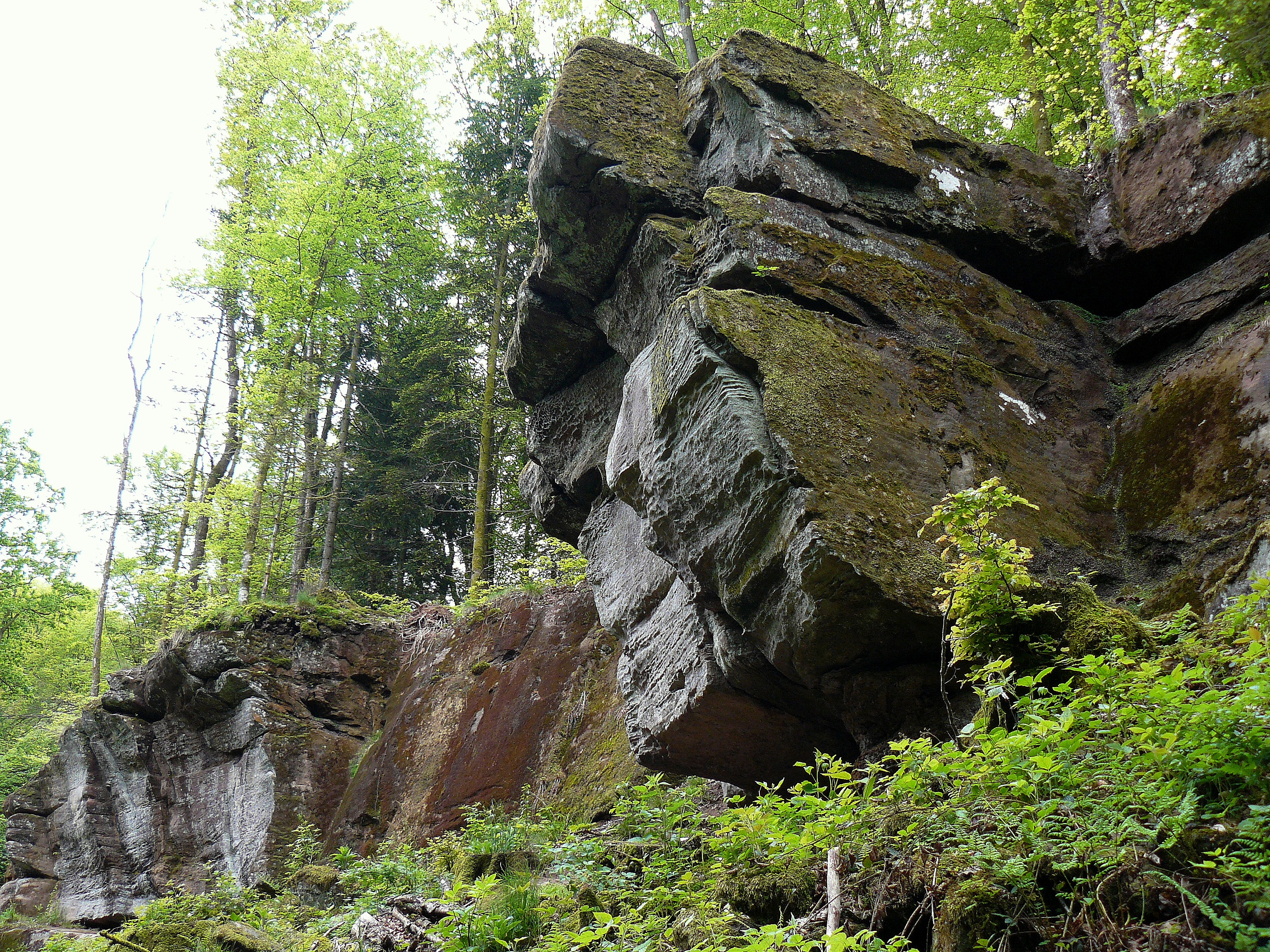
Au long du sentier des Pierres de Roûge.

## Personnalités liées à la commune
- Valbert de Luxeuil (~595-668), (595 - 2 mai 670) vécut en ermite dans une caverne à proximité du village de Saint-Valbert. Cet endroit est devenu un lieu touristique.
- Auguste Peureux (1857-1927), homme politique né et décédé à Fougerolles.
- Jean-Pierre Mourey (1970), auteur de bandes dessinées.